# Det växte ett träd i Brooklyn
Det växte ett träd i Brooklyn (engelska: A Tree Grows in Brooklyn) är en amerikansk film från 1945 i regi av Elia Kazan. Det var Kazans debutfilm som filmregissör, bortsett från en dokumentärfilm. James Dunn tilldelades en Oscar för bästa manliga biroll för rollen som alkoholiserad far.

## Handling
Familjen Nolan lever under fattiga förhållanden i Brooklyn under 1910-talets början. Dottern Francie gör vad hon kan för att hjälpa sin drömmande men alkoholiserade far Johnny, och sin hårt arbetande mor Katy.

## Rollista
- Dorothy McGuire - Katy Nolan
- Joan Blondell - Sissie
- James Dunn - Johnny Nolan
- Lloyd Nolan - konstapel McShane
- James Gleason - McGarrity
- Ted Donaldson - Neeley
- Peggy Ann Garner - Francie
- Ruth Nelson - Miss McDonough
- John Alexander - Steve Edwards
- B.S. Pully - julgransförsäljare
- Charles Halton - Mr. Barker (ej krediterad)